# Вудка (Опольське воєводство)
Вудка (пол. Wódka, нім. Hochkretscham) — село в Польщі, у гміні Браниці Ґлубчицького повіту Опольського воєводства.
Населення — 202 особи (2011).

## Демографія
Демографічна структура станом на 31 березня 2011 року:
|          | Загалом | Допрацездатний вік | Працездатний вік | Постпрацездатний вік |
| -------- | ------- | ------------------ | ---------------- | -------------------- |
| Чоловіки | 101     | 18                 | 75               | 8                    |
| Жінки    | 101     | 17                 | 71               | 13                   |
| Разом    | 202     | 35                 | 146              | 21                   |